# Batterij van Azeville

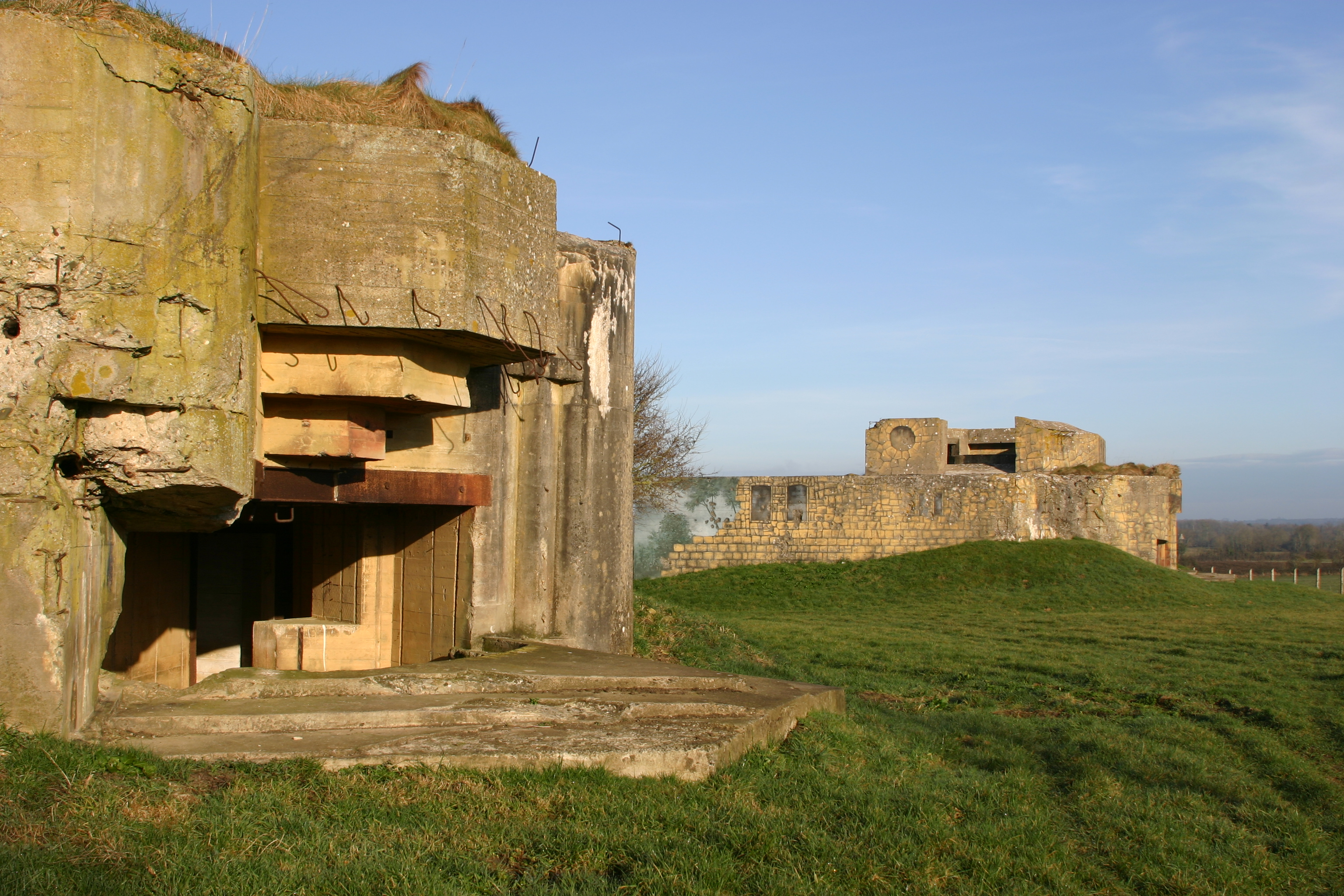
Kazemat van de batterij van Azeville. Op de achtergrond duidelijk zichtbaar de camouflage door middel van schilderingen

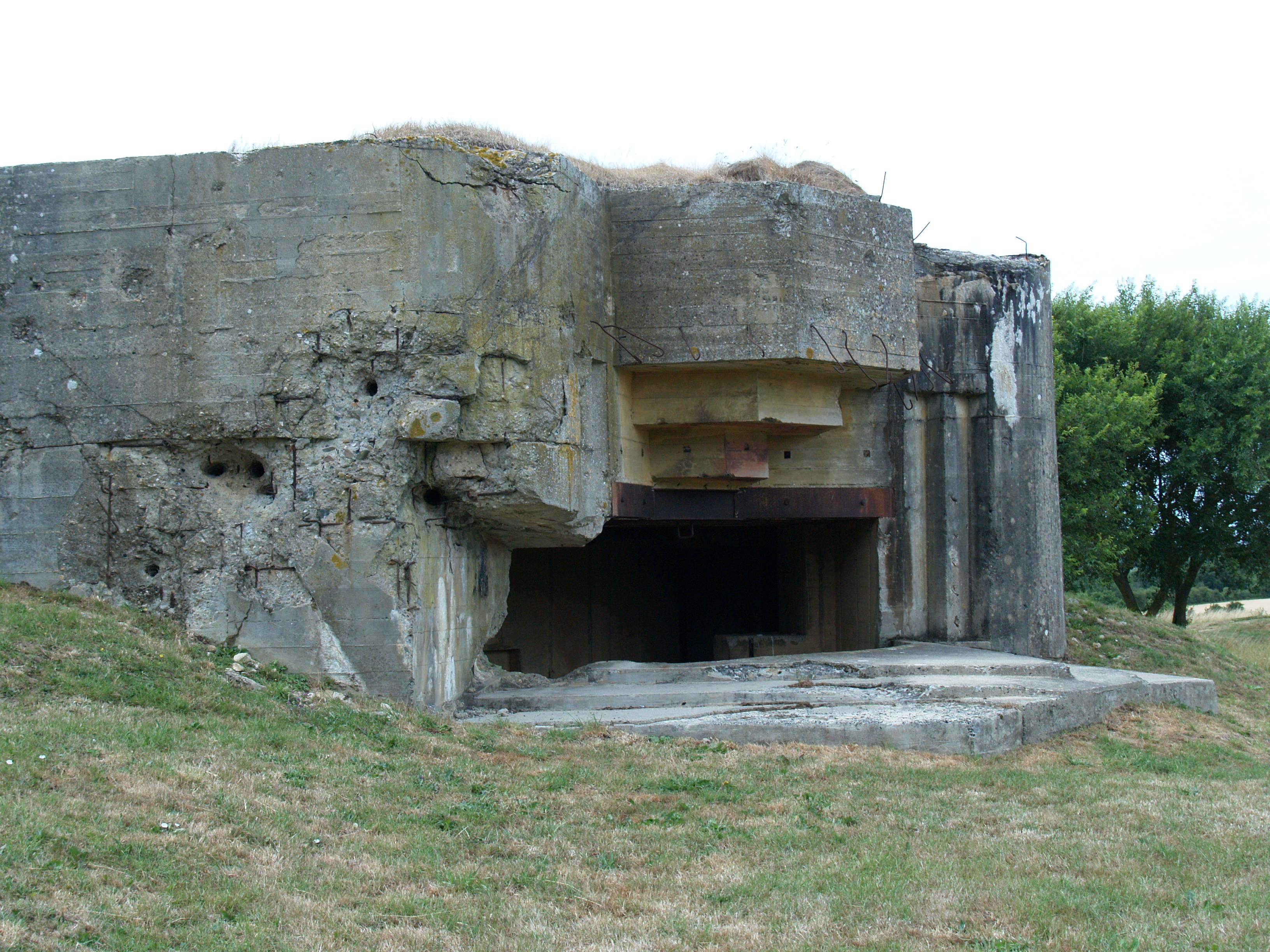
Kazemat van de batterij van Azeville

De batterij van Azeville was een kustbatterij in Normandië tijdens de Tweede Wereldoorlog. Gebouwd door Organisation Todt, nabij het Franse dorp Azeville, vormde de batterij een vestigingspunt in de door Duitsers aangelegde Atlantikwall.

## Geschiedenis

### Opzet
De batterij van Azeville was bewapend met vier 105 mm Schneider 331 (f) kanonnen van Franse makelij, die werden beschermd door kazematten. De kazematten, twee van het model H671 en twee van model H650, waren door de Duitsers gecamoufleerd als woningen. Opmerkelijk zijn de extra uitgesneden delen in de kazemat, wat voor een groter bereik van de kanonnen moest zorgen. Hierdoor konden de kanonnen zelfs het zuidpunt van Utah Beach kunnen treffen.
Bij het complex lagen ook enkele kelders en munitieopslagplaatsen. De gebouwen waren allemaal met elkaar verbonden via een ondergronds gangenstelsel. Er was een garnizoen gevestigd van driehonderd man, dat sinds februari 1944 onder leiding stonden van luitenant Kattnig. Daarvoor was Hugo Treiber enkele jaren de commandant geweest.

### Landing in Normandië
Ondanks veelvuldige bombardementen in het voorjaar van 1944 en een zwaar bombardement in de nacht voor de geallieerde landingen, bleven de kanonnen operationeel.
In de nacht van 5 op 6 juni 1944 werd de batterij van Azeville aangevallen door Amerikaanse parachutisten. Er braken bij de batterij enkele hevige gevechten uit en de Amerikanen moesten zich terugtrekken. In de morgen van 6 juni 1944, konden de kanonnen van de batterij op Utah Beach gericht worden.
De batterij van Azeville werd door de Duitsers zwaar verdedigd. Het dwong de Amerikanen om via een andere kant aan te vallen. Vanaf zee trof de USS Nevada een kazemat midden in de opening en schakelde het materieel en de bemanning daarmee uit. Op 8 juni nam de batterij van Azeville de batterij van Crisbecq op verzoek van de commandant aldaar onder vuur, om zo de geallieerde omsingeling troepen daar te verbreken.
Na zware gevechten moest het Duitse garnizoen op 9 juni de batterij toch opgeven.

## Tegenwoordig
Tegenwoordig is de batterij van Azeville opengesteld voor het publiek. Men kan het gangenstelsel en de kazematten bezichtigen. De kazematten zijn nog deels voorzien van de oorspronkelijke camouflage.